# Izmény
Izmény è un comune dell'Ungheria centro-meridionale di 552 abitanti (dati 2008). È situato nella contea di Tolna.